# The Open Championship 1984
De 113e editie van het Brits Open werd van 19-22 juli 1984 gespeeld op de Old Course van de St Andrews Links in Schotland.
Na ronde 3 stonden Severiano Ballesteros en Bernhard Langer samen op de derde plaats, twee slagen achter Ian Baker-Finch en Tom Watson. Baker-Finch had een slechte laatste ronde, maar voor de andere drie spelers bleef het lang spannend. Watson maakte op hole 17 een bogey en Ballesteros eindigde met een birdie, waarna er ook geen sprake meer was dat Langer een play-off kon afdwingen. Ballesteros won het Open, net als 1979.

## Top-10
| Nr | Speler                | Score           | Score | Prijs (£) |
| -- | --------------------- | --------------- | ----- | --------- |
| 1  | Severiano Ballesteros | 69-68-70-69=276 | –12   | 55.000    |
| T2 | Bernhard Langer       | 71-68-68-71=278 | –10   | 31.900    |
| T2 | Tom Watson            | 71-68-66-73=278 | –10   | 31.900    |
| T4 | Fred Couples          | 70-69-74-68=281 | –7    | 19.800    |
| T4 | Lanny Wadkins         | 70-69-73-69=281 | –7    | 19.800    |
| T6 | Nick Faldo            | 69-68-76-69=282 | –6    | 16.390    |
| T6 | Greg Norman           | 67-74-74-67=282 | –6    | 16.390    |
| 8  | Mark McCumber         | 74-67-72-70=283 | –5    | 14.300    |
| T9 | Hugh Baiocchi         | 72-70-70-72=284 | –4    | 11.264    |
| T9 | Ian Baker-Finch       | 68-66-71-79=284 | –4    | 11.264    |
| T9 | Graham Marsh          | 70-74-73-67=284 | –4    | 11.264    |
| T9 | Ronan Rafferty        | 74-72-67-71=284 | –4    | 11.264    |
| T9 | Sam Torrance          | 74-74-66-70=284 | –4    | 11.264    |

Vanaf 1970:
1970 ·
1971 ·
1972 ·
1973 ·
1974 ·
1975 ·
1976 ·
1977 ·
1978 ·
1979 ·
1980 ·
1981 ·
1982 ·
1983 ·
1984 ·
1985 ·
1986 ·
1987 ·
1988 ·
1989 ·
1990 ·
1991 ·
1992 ·
1993 ·
1994 ·
1995 ·
1996 ·
1997 ·
1998 ·
1999 ·
2000 ·
2001 ·
2002 ·
2003 ·
2004 ·
2005 ·
2006 ·
2007 ·
2008 ·
2009 ·
2010 ·
2011 ·
2012 ·
2013 ·
2014 ·
2015 ·
2016 ·
2017 ·
2018 ·
2019 ·
2020